# ادوارد ناگنت
ادوارد ناگنت (انگلیسی: Edward Nugent؛ ۷ فوریهٔ ۱۹۰۴ – ۳ ژانویهٔ ۱۹۹۵) هنرپیشه اهل کشور ایالات متحده آمریکا بود. وی در بین سال‌های ۱۹۲۸ تا ۱۹۳۷ در ۸۱ فیلم بازی کرد.
از فیلم‌هایی که وی در آن نقش داشته است می‌توان به مهمان ناخوانده هالیوود، سه دختر هالیوودی، جوانان مبارز و پرستار شب اشاره کرد.